# Civray (Vienne)
Pour les articles homonymes, voir Civray.
Civray est une commune du Centre-Ouest de la France, située dans le département de la Vienne, en région Nouvelle-Aquitaine.
Ses habitants sont les Civraisiens et les Civraisiennes.

## Géographie

### Localisation
Civray est une ville du Poitou située à 15 km au nord-est de Ruffec, qui est la plus grande ville à proximité.

### Communes limitrophes
Civray est limitrophe de quatre autres communes.

### Géologie et relief
La région de Civray présente un paysage de plaines vallonnées plus ou moins boisées et de vallées. Le terroir se compose :
- pour 52 % de Terres Rouges (ce sont des sols acajou, siliceux, dérivés d’argiles ferrugineuses à silex provenant d’épandages superficiels du Massif central) sur les plateaux ;
- pour 21 % de bornais (ce sont des sols brun clair sur limons, profonds et humides, à tendance siliceuse) sur les plateaux du seuil du Poitou ;
- pour 4 % de calcaire dans les vallées et les terrasses alluviales ;
- pour 23 % par l'agglomération.

En 2006, 62,1 % de la superficie de la commune était occupée par l'agriculture, 17,5 % par des forêts et des milieux semi-naturels et 20,6 % par des zones construites et aménagées par l'homme (l'agglomération de Civray). La présence de milieux naturels et semi-naturels riches et diversifiés sur le territoire communal permet d’offrir des conditions favorables à l’accueil de nombreuses espèces pour l'accomplissement de leur cycle vital (reproduction, alimentation, déplacement, refuge). Forêts, landes, prairies et pelouses, cours d’eau et zones humides… constituent ainsi des cœurs de biodiversité et/ou de véritables corridors biologiques.

### Hydrographie
La commune est traversée par la Charente sur 3,5 km.

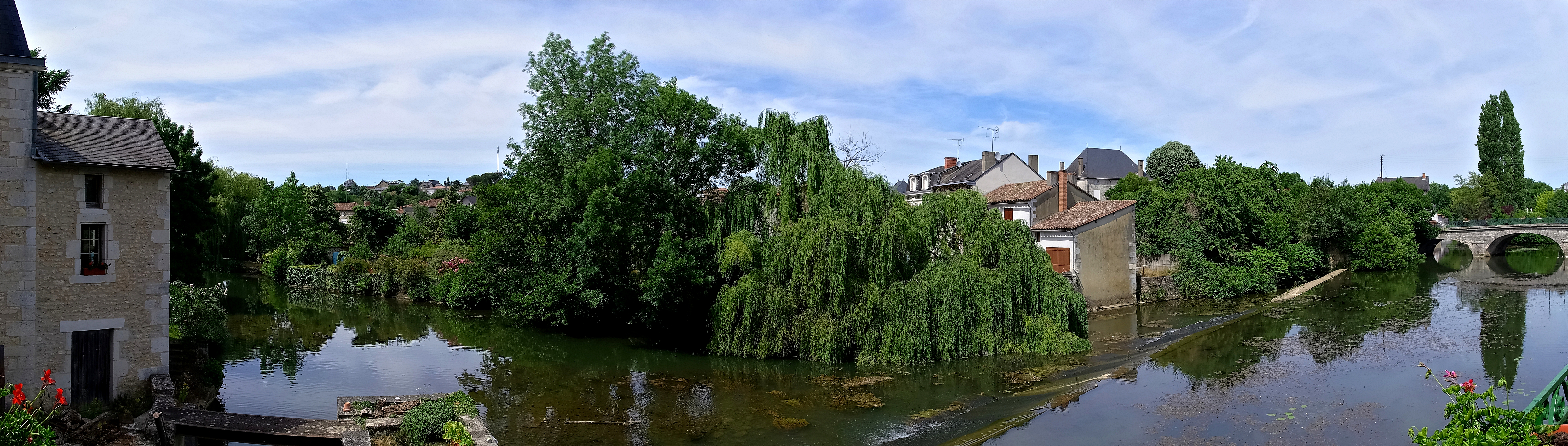
La Charente à Civray.

### Climat
Le climat qui caractérise la commune est qualifié, en 2010, de « climat océanique altéré », selon la typologie des climats de la France qui compte alors huit grands types de climats en métropole. En 2020, la commune ressort du même type de climat dans la classification établie par Météo-France, qui ne compte désormais, en première approche, que cinq grands types de climats en métropole. Il s’agit d’une zone de transition entre le climat océanique, le climat de montagne et le climat semi-continental. Les écarts de température entre hiver et été augmentent avec l'éloignement de la mer. La pluviométrie est plus faible qu'en bord de mer, sauf aux abords des reliefs.
Les paramètres climatiques qui ont permis d’établir la typologie de 2010 comportent six variables pour les températures et huit pour les précipitations, dont les valeurs correspondent à la normale 1971-2000. Les sept principales variables caractérisant la commune sont présentées dans l'encadré ci-après.
| Paramètres climatiques communaux sur la période 1971-2000 - Moyenne annuelle de température : 11,9 °C - Nombre de jours avec une température inférieure à −5 °C : 2 j - Nombre de jours avec une température supérieure à 30 °C : 6 j - Amplitude thermique annuelle : 14,9 °C - Cumuls annuels de précipitation : 856 mm - Nombre de jours de précipitation en janvier : 11,7 j - Nombre de jours de précipitation en juillet : 7 j |

Avec le changement climatique, ces variables ont évolué. Une étude réalisée en 2014 par la Direction générale de l'Énergie et du Climat complétée par des études régionales prévoit en effet que la température moyenne devrait croître et la pluviométrie moyenne baisser, avec toutefois de fortes variations régionales. La station météorologique de Météo-France installée sur la commune et mise en service en 1990 permet de connaître en continu l'évolution des indicateurs météorologiques. Le tableau détaillé pour la période 1981-2010 est présenté ci-après.
| Mois                                  | jan.           | fév.           | mars          | avril         | mai           | juin          | jui.          | août          | sep.         | oct.          | nov.          | déc.           | année      |
| ------------------------------------- | -------------- | -------------- | ------------- | ------------- | ------------- | ------------- | ------------- | ------------- | ------------ | ------------- | ------------- | -------------- | ---------- |
| Température minimale moyenne (°C)     | 2,6            | 2,5            | 4,2           | 5,9           | 9,7           | 12,6          | 14,1          | 14,2          | 11,2         | 9,2           | 5,1           | 2,7            | 7,9        |
| Température moyenne (°C)              | 5,5            | 6,2            | 8,8           | 10,8          | 15            | 18,1          | 20,1          | 20,3          | 16,7         | 13,3          | 8,4           | 5,5            | 12,4       |
| Température maximale moyenne (°C)     | 8,4            | 9,9            | 13,4          | 15,8          | 20,3          | 23,7          | 26,1          | 26,4          | 22,2         | 17,5          | 11,6          | 8,3            | 17         |
| Record de froid (°C) date du record   | −10,5 09.01.09 | −12,7 09.02.12 | −9,7 01.03.05 | −3,7 21.04.91 | 0,2 14.05.95  | 5,4 10.06.90  | 7,3 13.07.93  | 5,6 30.08.93  | 3,1 26.09.10 | −3 30.10.97   | −7,2 24.11.98 | −11,4 19.12.09 | −12,7 2012 |
| Record de chaleur (°C) date du record | 17,8 26.01.08  | 24,5 27.02.19  | 25,7 31.03.21 | 30,4 30.04.05 | 32,6 27.05.05 | 38,1 30.06.15 | 39,9 23.07.19 | 40,2 05.08.03 | 35 14.09.20  | 29,3 02.10.11 | 23,8 08.11.15 | 18,5 07.12.00  | 40,2 2003  |
| Précipitations (mm)                   | 84,8           | 58,8           | 61            | 69,4          | 64,9          | 64,6          | 50,7          | 56            | 62,8         | 91,5          | 96            | 98,9           | 859,4      |

### Milieux naturels et biodiversité
- Le bois des Âges qui couvre 1 % du territoire de la commune est classé comme zone naturelle d'intérêt écologique, faunistique et floristique (ZNIEFF)[11] et comme espace naturels sensible (ENS).
- Le moulin des Âges inscrit en tant que monument naturel[12].
- Selon l'Inventaire des arbres remarquables de Poitou-Charentes[13], il y a un arbre remarquable sur la commune qui est un pin parasol situé au lieu-dit le Ravarit.

Le bois des Âges s’étale sur un coteau qui est situé dans un des méandres de la Charente, sur sa rive gauche. Le classement ne concerne pas la totalité du bois mais seulement les versants pentus nord-est.

#### Le Bois des Âges
Deux types de boisement couvrent les pentes : dans les secteurs à sol assez profond et à bonne réserve en eau, elles sont occupées par des chênes pédonculés et des charmes, qui laisse la place et dans les zones avec des pentes fortes, où le substrat nutritif est moins épais et les sols plus riches en matériaux grossiers, par une forêt composée d’essences diversifiées, qui associent des tilleuls, des érable champêtres et des frênes. La strate arbustive, est caractérisée par la présence du buis. La strate herbacée, très variée, associe de nombreuses plantes forestières où se mêlent des espèces comme le Millepertuis élégant ou la Germandrée scorodoine, la Mercuriale vivace et la Jacinthe des bois. Mais ce n’est pas la grande diversité de sa flore forestière qui a justifié le classement et la protection du bois des Ages mais la présence de plusieurs espèces végétales peu communes, voire rares en Poitou-Charentes.
En effet, le site est connu par les botanistes depuis le milieu du XIXe siècle pour abriter la très rare Dentaire bulbifère, une crucifère disséminée normalement dans le nord de la France, dont la présence devient rarissime au sud de la Loire où elle atteint à peine la région Poitou-Charentes. En effet, seulement six sites ont été répertoriés : quatre dans le département de la Vienne et deux dans le département des Charentes. La curieuse Lathrée écailleuse, plante dépourvue de chlorophylle, parasite de divers arbres et arbustes, avait été observée également par les botanistes dans le bois des Âges dès la première moitié du XIXe siècle, ce qui témoigne des facultés de survie du patrimoine végétal tant que les milieux sont préservés.
Deux autres plantes, également rares, apportent une touche montagnarde au site : l’Épiaire des Alpes est en effet une plante des sous-bois montagnards, rare dans les plaines atlantiques, de même que la Grande Luzule qui forme souvent dans les hêtraies de moyenne montagne des colonies spectaculaires. Leur survie est rendue possible par divers facteurs microclimatiques tels que des pentes d’orientation nord-est exposées aux vents froids, une forte humidité atmosphérique apportée par la Charente voisine.

## Urbanisme

### Typologie
Au 1er janvier 2024, Civray est catégorisée bourg rural, selon la nouvelle grille communale de densité à sept niveaux définie par l'Insee en 2022.
Elle appartient à l'unité urbaine de Civray, une agglomération intra-départementale regroupant deux  communes, dont elle est ville-centre,,. La commune est en outre hors attraction des villes,.

### Occupation des sols
L'occupation des sols de la commune, telle qu'elle ressort de la base de données européenne d’occupation biophysique des sols Corine Land Cover (CLC), est marquée par l'importance des territoires agricoles (60,5 % en 2018), en diminution par rapport à 1990 (62,2 %). La répartition détaillée en 2018 est la suivante :
terres arables (38,7 %), zones urbanisées (21 %), zones agricoles hétérogènes (17,5 %), forêts (14,3 %), prairies (4,3 %), zones industrielles ou commerciales et réseaux de communication (4,2 %). L'évolution de l’occupation des sols de la commune et de ses infrastructures peut être observée sur les différentes représentations cartographiques du territoire : la carte de Cassini (XVIIIe siècle), la carte d'état-major (1820-1866) et les cartes ou photos aériennes de l'IGN pour la période actuelle (1950 à aujourd'hui).

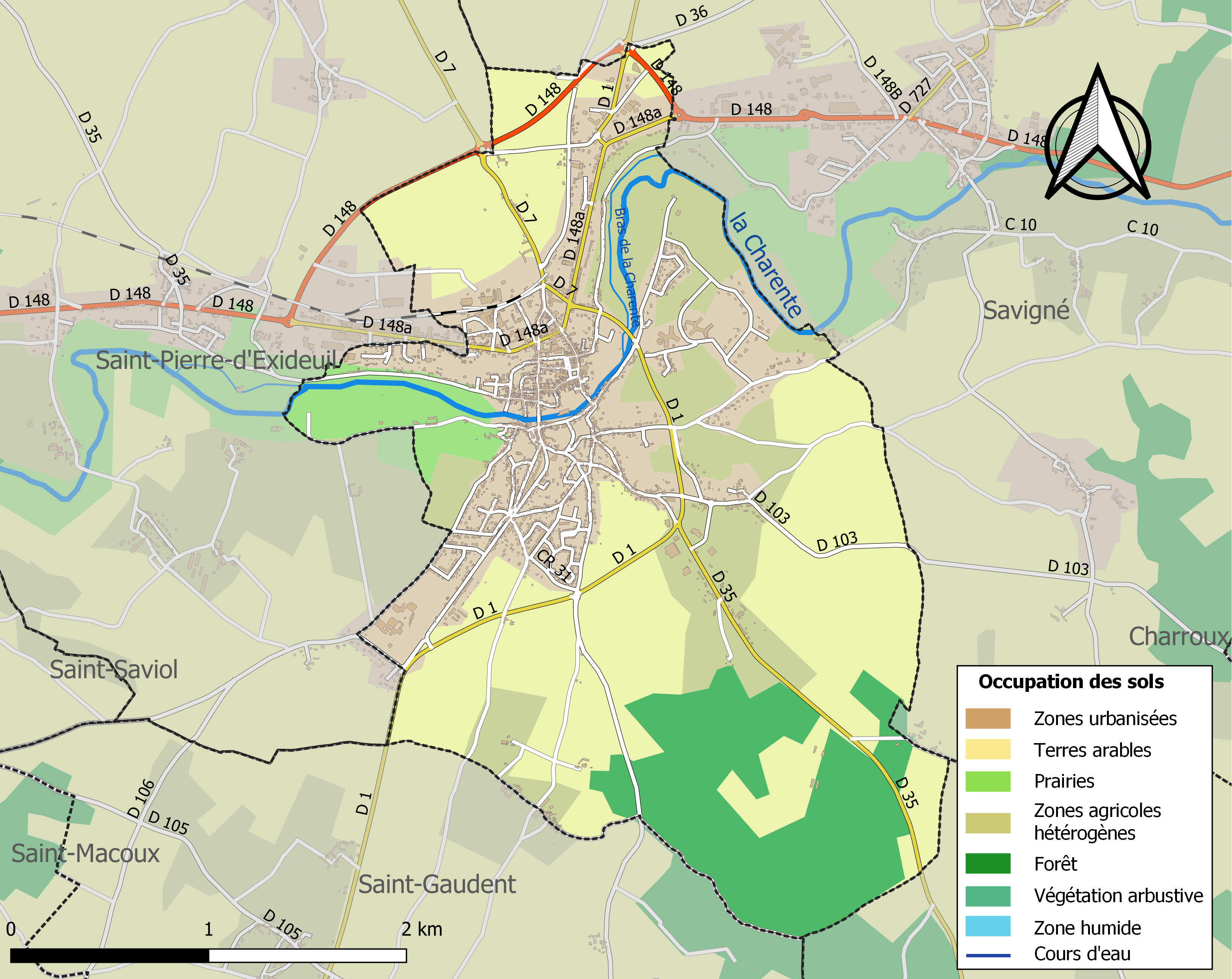
Carte des infrastructures et de l'occupation des sols de la commune en 2018 (CLC).

### Morphologie urbaine
Construit le long de la Charente qui se divise en deux bras pour entourer un îlot, le centre-ville de Civray s'organise autour de deux rues parallèles aboutissant à deux ponts.

### Habitat et logement
En 2018, le nombre total de logements dans la commune était de 1 739, alors qu'il était de 1 738 en 2013 et de 1 631 en 2008.
Parmi ces logements, 74,8 % étaient des résidences principales, 9,4 % des résidences secondaires et 15,8 % des logements vacants. Ces logements étaient pour 76,5 % d'entre eux des maisons individuelles et pour 20,9 % des appartements.
Le tableau ci-dessous présente la typologie des logements à Civray en 2018 en comparaison avec celle de la Vienne et de la France entière. Une caractéristique marquante du parc de logements est ainsi une proportion de résidences secondaires et logements occasionnels (9,4 %) supérieure à celle du département (5,9 %) et  comparable à celle de la France entière (9,7 %). Concernant le statut d'occupation de ces logements, 61,7 % des habitants de la commune sont propriétaires de leur logement (64,3 % en 2013), contre 61,7 % pour la Vienne et 57,5 % pour la France entière.
| Typologie                                               | Civray | Vienne | France entière |
| ------------------------------------------------------- | ------ | ------ | -------------- |
| Résidences principales (en %)                           | 74,8   | 84,5   | 82,1           |
| Résidences secondaires et logements occasionnels (en %) | 9,4    | 5,9    | 9,7            |
| Logements vacants (en %)                                | 15,8   | 9,6    | 8,2            |

### Voies de communication et transports
Les gares ferroviaires et les haltes ferroviaires les plus proches de Civray sont :
- la gare de Saint-Saviol à 6 km ;
- la halte d'Épanvilliers à 9,8 km ;
- la gare de Ruffec à 15,5 km ;
- la halte d'Anché-Voulon à 22,6 km.

Les aéroports les plus proches de Civray sont :
- l'aéroport international Angoulême-Cognac à 47 km ;
- l'aéroport de Poitiers-Biard à 49 km ;
- l'aérodrome de Niort - Souché à 57 km.

### Risques naturels et technologiques
Le territoire de la commune de Civray est vulnérable à différents aléas naturels : météorologiques (tempête, orage, neige, grand froid, canicule ou sécheresse), inondations, mouvements de terrains et séisme (sismicité modérée). Il est également exposé à deux risques technologiques, le transport de matières dangereuses et la rupture d'un barrage. Un site publié par le BRGM permet d'évaluer simplement et rapidement les risques d'un bien localisé soit par son adresse soit par le numéro de sa parcelle.

#### Risques naturels
Certaines parties du territoire communal sont susceptibles d’être affectées par le risque d’inondation par débordement de cours d'eau, notamment la Charente. La commune a été reconnue en état de catastrophe naturelle au titre des dommages causés par les inondations et coulées de boue survenues en 1982, 1983, 1993, 1995, 1999 et 2010,.

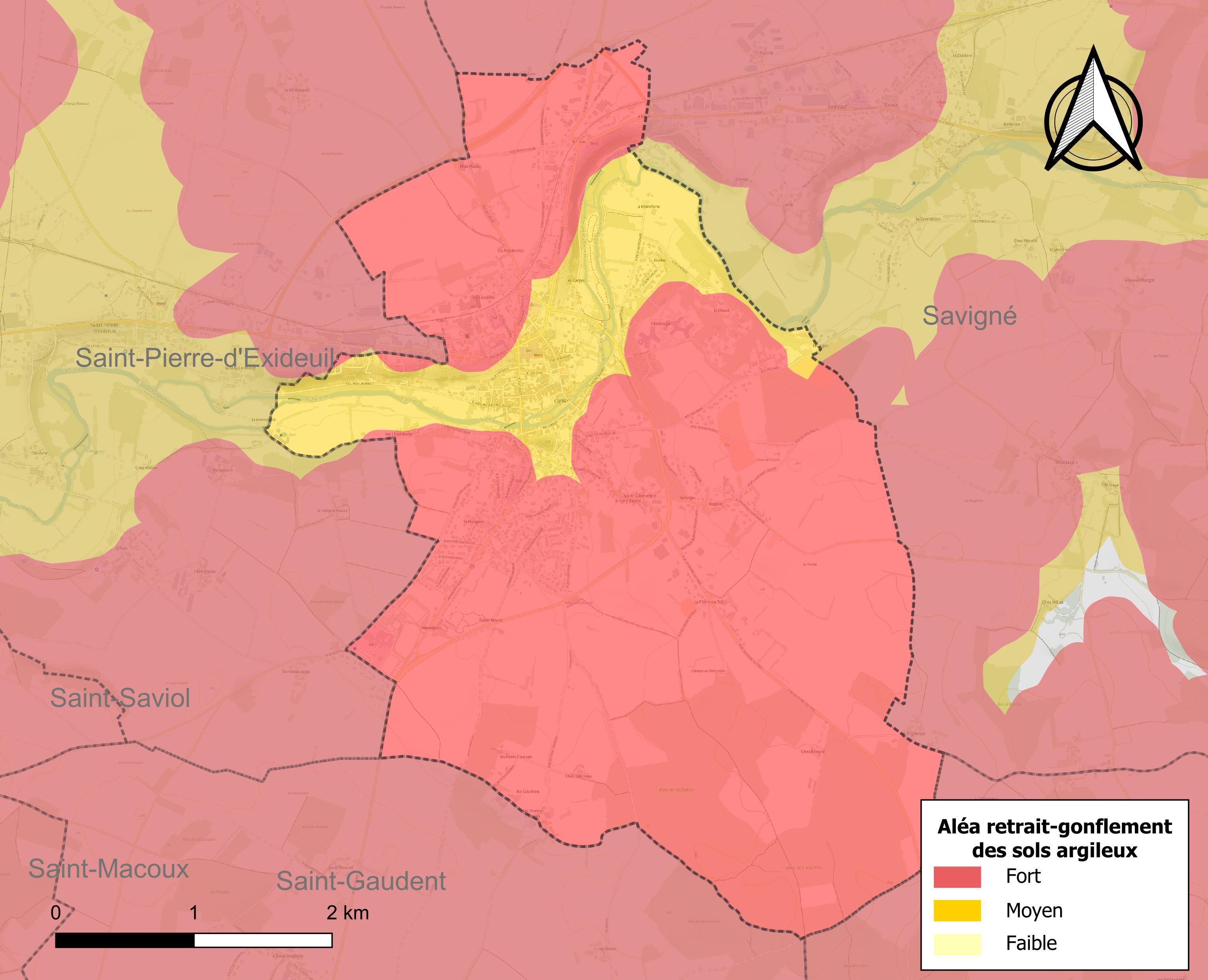
Carte des zones d'aléa retrait-gonflement des sols argileux de Civray.

Les mouvements de terrains susceptibles de se produire sur la commune sont des affaissements et effondrements liés aux cavités souterraines (hors mines) et des tassements différentiels. Afin de mieux appréhender le risque d’affaissement de terrain, un inventaire national permet de localiser les éventuelles cavités souterraines sur la commune. Le retrait-gonflement des sols argileux est susceptible d'engendrer des dommages importants aux bâtiments en cas d’alternance de périodes de sécheresse et de pluie. La totalité de la commune est en aléa moyen ou fort (79,5 % au niveau départemental et 48,5 % au niveau national). Depuis le 1er octobre 2020, en application de la loi ÉLAN, différentes contraintes s'imposent aux vendeurs, maîtres d'ouvrages ou constructeurs de biens situés dans une zone classée en aléa moyen ou fort,.
La commune a été reconnue en état de catastrophe naturelle au titre des dommages causés par des mouvements de terrain en 1999 et 2010.

#### Risque technologique
La commune est en outre située en aval du barrage Mas-Chaban, un ouvrage de classe A situé dans le département de la Charente et construit pour constituer une réserve d’eau de 14 millions de m3. Le PPI a été approuvé en 1999. À ce titre elle est susceptible d’être touchée par l’onde de submersion consécutive à la rupture de cet ouvrage.

## Toponymie
Le nom du village proviendrait de l’anthroponyme gallo-romain Severus avec le suffixe latin de propriété -acum (donnant le nom de Severiacum) devenu, avec le temps, " -ec" puis "-é" voire "-et" ou "-ay" et signifiant « domaine de Severus ».

## Histoire

### Antiquité
À l’époque gallo-romaine, un domaine appartenant à un certain Severus est implanté sur le territoire auquel il laisse son nom.

### Moyen Âge
Une première agglomération se développe avec une petite église et un château fortifié, autour d'un gué sur la Charente, puis d'un pont. Le château est construit par les comtes de la Marche qui ont siégé à Charroux du Xe siècle à 1177. Dressé sur les coteaux peu élevés de la rive gauche de la Charente, le château avait pour objectif de protéger le passage mais aussi de percevoir des droits. Sa situation aux confins du Poitou et de l’Angoumois en faisait un ouvrage avancé de la marche poitevine face au château ou tour d’Aizie en Angoumois. Dès 1030, Civray est considérée comme une des places fortes les plus puissantes du Poitou. De part et d’autre du pont Perrin (construit en 1169), s’établissent marchands, aubergistes et artisans : c’est la naissance sur la rive droite du nouveau Civray. À la même époque, l’église Saint-Nicolas est construite.
Civray est donc aux mains des comtes de la Marche. Quand Melle et Chizé quittent (vers 1017 ?) la maison des vicomtes de Melle et d'Au(l)nay (et aussi le Poitou de Guillaume le Grand) pour rejoindre les comtes d'Angoulême (Guillaume IV, fils de Manzer) puis les comtes de la Marche,  ces seigneuries sont généralement associées, désormais, à Civray. C'est sans doute le mariage d'Almodis de la Marche avec Hugues V de Lusignan vers 1035 qui fait passer ces terres aux Lusignan.
Appartenant donc à la Maison de Lusignan, notamment à la branche des comtes d’Eu, sires d'Exoudun, Melle, La Mothe, Villeneuve, Usson et Chizé, qui se sont révoltés contre l’autorité du roi Saint Louis, ce dernier assiège le château de Civray et l’occupe en 1246. Marie de Lusignan (vers 1232/1234-1260) est l'héritière de ces fiefs quand elle épouse vers 1250 Alphonse de Brienne. Les Brienne, comtes d'Eu et de Guînes, gardent ces fiefs jusqu'à leur saisie par la Couronne en 1350 à la suite de la disgrâce et de l'exécution du connétable Raoul.
La ville subit, au cours de cette période, les vicissitudes liées aux guerres dues à ces seigneurs turbulents aux allégeances variables. En effet, durant cette époque, à la féodalité en cours de constitution, ces seigneurs souvent autoproclamés, propriétaires de forteresses échappent à toute autorité ducale et dominent la contrée environnante. Ils multiplient les exactions contre les paysans ou les monastères qu’ils peuvent parfois doter ou piller alternativement. Surtout, ces familles se livrent constamment entre eux à de violentes et dévastatrices guerres privées.
En raison de l’insécurité chronique qui règne à partir du milieu du XIVe siècle avec la guerre de Cent Ans, les villes se sont fortifiées à grand frais. Ainsi, pour pénétrer dans Civray, il faut franchir l’une des quatre portes fortifiées construites par les habitants : porte d’Angoulême, porte Niortaise, porte Sénégeaud ou porte de l’Evesquerie.
En 1363, la ville qui fait partie du domaine royal depuis 1308 ou 1350, est livrée à l'enfant Thomas de Wodestock (1355-1397), dernier fils du roi d’Angleterre Édouard III, en application du traité de Brétigny, signé trois ans plus tôt. Toutefois, Bertrand du Guesclin reprend le château en 1373 pour le comte du roi Valois Charles V.
Durant la guerre de Cent Ans, les villes, comme Civray, résistent derrière leurs fortifications. Civray a pu, ainsi, accueillir les habitants des campagnes avoisinantes, voire des artisans fuyant les régions les plus touchées comme l’Angoumois ou la Saintonge. Les foires, se tiennent dorénavant à l’abri des murs des villes. Mais les campagnes autour de Civray sont dévastées : arbres fruitiers et ceps de vigne arrachés, récoltes détruites ou brulées. Les champs sont abandonnés. La famine devient endémique et favorise les épidémies comme la peste noire (1348-1350) qui toucha Civray.
Melle, Chizé et Civray sont rattachées au comté du Poitou par Charles V, et des comtes en sont alors seigneurs, notamment Jean de Berry et Charles ; puis Charles du Maine (en 1452), suivi de Charles d'Angoulême et sa femme Louise de Savoie en 1487, reçoivent ces seigneuries.

#### Les Templiers et les Hospitaliers
La commanderie de Civray dépendait de celle d’Ensigné (actuellement dans le département des Deux-Sèvres). Elle est bâtie sur le versant sud du coteau qui borde la rive gauche de la Charente. La chapelle est de plan rectangulaire et de style roman.
Avec la disparition de l’ordre du Temple, la commanderie et la chapelle sont transmises aux Hospitaliers de l'ordre de Saint-Jean de Jérusalem. Après la Révolution française, la chapelle devint une grange.

### Temps modernes
À la fin du XVe siècle, le commerce est prospère et de belles et riches demeures se construisent (maison Louis XIII).
François Ier donne un second souffle à Civray en l’érigeant en comté en juillet 1526 (avec Usson, Chizé, Melle et St-Maixent, enlevées au comté de Poitou) pour sa mère, Louise de Savoie (1476-1531), aussi faite duchesse d'Angoulême au même moment. Une sénéchaussée est créée qui englobe Melle, Aulnay, Chizé, Saint-Maixent et Usson-du-Poitou. Elle subsistera jusqu’à la Révolution française. François Ier supprime ensuite le comté de Civray en octobre 1533 (rattachement au Poitou), le rétablit le 12 juin 1540 en faveur de son dernier fils Charles d'Orléans (1522-1545).
Puis le comté de Civray fait retour à la Couronne, mais est souvent engagé : le 24 avril 1589 et le 5 décembre 1591 au sieur Chesne pour 2 730 écus d'or en tout ; le 14 décembre 1593 et le 26 mai 1595 à Mery de Barbezières pour 16 438 écus, suivi de son petit-neveu François de Barbezières le 3 mars 1600 et le 17 novembre 1620, lui-même père d'Achille († ap. 1654) et Charles de Barbezières ; des portions du comté sont d'ailleurs aliénées temporairement par adjudication : en 1617 Jeanne de Cossé, puis son fils le duc Louis Gouffier en juin 1622, sont barons de Melle, et Josué de St-Gelais-Lusignan est sgr. de Civray en 1641 ; puis le comté de Civray est engagé le 12 janvier 1656 au maréchal de Turenne (1611-1675) pour 169 000 livres environ, suivi de son neveu le cardinal de Bouillon (1643-1715) qui céda tout de suite à Dangeau (1638-1720) pour 150 000 livres ; Dangeau fut suivi de sa veuve la comtesse Sophie de Bavière-Palatinat-Löwenstein-Wertheim (1664-1736) et de leur petite-fille Marie-Sophie (1713-1756 ; sans postérité) ; enfin le prince de Condé (1736-1818) fut déclaré l'héritier de Marie-Sophie (par sa femme Charlotte de Rohan (1737-1760), arrière-petite-fille d'Hercule-Mériadec de Rohan, prince de Soubise, duc de Rohan-Rohan (1669-1749), le 2e mari de Marie-Sophie), et il devint le dernier comte engagiste de Civray.
Entre 1550 et 1560, les Protestants représentent ¹⁄₃ de la population de Civray. Outre leur temple, ils avaient leur propre cimetière, situé en face des Pâlatries. La route actuelle qui va vers Couhé, séparait les deux cimetières : protestant et catholique. Une clé de cintre de la boulangerie Magné porte une inscription protestante de la fin du XVIe siècle : « Mieux vaut entrer pauvre au Paradis, que riche en Enfers ». Calvin serait venu à Civray, invité par un aristocrate poitevin, fin lettré, Boiceau de La Borderie et il l’aurait caché, chez lui, à La Fénicardière.
Les protestants occupent Civray pendant quelques jours en 1574. L'édit de Nantes proclamé en 1598 par Henri IV les autorise à construire un temple en 1613, dans la rue qui porte de nos jours ce nom. Sous le règne de Louis XIII, Civray fait partie du « croissant protestant » qui va du Poitou jusqu’au Dauphiné, englobant la Saintonge, l’Aunis (La Rochelle) et l’Angoumois, la Haute et Basse Guyenne, le Haut et Bas-Languedoc dont les Cévennes. Dans cette zone, vivaient les ⁴⁄₅ des populations huguenotes. Des villages entiers appartenaient à la Réforme. De plus, dans le Poitou, régnait « le protestantisme seigneurial » : on forçait les paysans à aller au prêche. Durant cette période, à partir de 1613, des Capucins sont envoyés à Civray pour promouvoir la Contre-Réforme et lutter contre le protestantisme. Ces religieux franciscains ne vivent que de la charité et s’occupent de donner des soins aux malades et d’enseigner. Leur couvent est installé à l’emplacement de l’actuel collège Jeanne-d’Arc et de la Maison de retraite des capucines.
Toujours, dans cette volonté de contrer le protestantisme, les bénédictines s’installent à Civray en 1637. Le couvent est construit sur un terrain situé actuellement rue Duplessis, à l’emplacement du lycée André-Theuriet. Le couvent est fondé par Eymerie de Rochechouart-Mortemart, marquise de Ruffec et dame de Boisseguin (fille de René, sgr. de Mortemart et de Tonnay-Charente ; épouse en 1594 de Philippe II de Volvire, marquis de Ruffec). Les bénédictines ont pour mission d’assurer l’éducation des jeunes filles. Le couvent assurera cette fonction d’enseignement jusqu’à la fermeture et la vente des bâtiments en 1791.

### Révolution française et Empire
Civray accueille favorablement les avancées de la Révolution française. Elle plante ainsi son arbre de la liberté, symbole de la Révolution. Il devient le lieu de ralliement de toutes les fêtes et des principaux événements révolutionnaires, comme la fête de la Raison et de la Philosophie le 13 juillet 1793. Avantage retiré de la Révolution : Civray est promue chef-lieu du district de Civray de 1790 à 1795.
En 1801, Civray devient sous-préfecture. Napoléon 1er crée le collège de Civray. En 1832, le palais de justice, l’hôtel de ville et la prison sont construits.

### Époque contemporaine
Sous le règne de Louis-Philippe, vers 1840, la construction de la ligne de chemin de fer Paris-Bordeaux, devant desservir Civray, est décidée. Le maire de l’époque, transporteur de son métier, redoutant la ruine pour son entreprise choisit Saint-Saviol pour la construction de la gare. Une partie de la population, craignant pour sa tranquillité, a soutenu son maire. La gare de Saint-Saviol située à quelques kilomètres de Civray, à la limite des départements de la Vienne et des Deux-Sèvres, prend le nom de Civray-les-Champs. Il faut donc conduire les voyageurs et les marchandises à Civray-les-Champs. De ce fait, rapidement, il devient impératif de créer un moyen de communication entre la gare et Civray. Ainsi en 1883, une petite ligne de chemin de fer est construite et la gare de Civray - Ville est édifiée. Celle-ci est désaffectée depuis 1991.
Ainsi, au XIXe siècle, une ligne de chemin de fer reliait la commune de Saint-Saviol à celle de Lussac-les-Châteaux en desservant Civray. Cette voie unique était longue de 64 km. Elle fut construite en plusieurs étapes par la Compagnie PO (Paris-Orléans). La première étape : la section Saint-Saviol -Civray-Charroux (Vienne), longue de 17 km a été inaugurée le 15 novembre 1886. La deuxième portion : Charroux-Le Vigeant-Lussac-les-Châteaux, longue de 47 km, fut mise en service cinq ans plus tard soit le 10 août 1891.
Au niveau commercial, Civray avec ses champs de foire et ses nouvelles halles est un centre renommé pour ses foires et ses marchés. Entre 1870 et 1914, les récoltes de truffes sont importantes. Celles qui sont de qualité sont exportées au Périgord. Quand les hommes sont mobilisés au cours de la Première Guerre mondiale, les récoltes disparaissent. La commune a perdu 82 de ses administrés lors de ces quatre années de guerre. Pour garder le souvenir de cette terrible hécatombe, en 1919, un monument aux morts est érigé sur la place d’armes, située devant l’église Saint-Nicolas. Le monument représente Le Poilu victorieux, œuvre d'Eugène Bénet, en fonte bronzée de 6 m de haut. Le poilu brandit la couronne de la victoire. Le monument est inauguré le 10 octobre 1920.
En 1926, un sérieux coup est porté au développement de la ville : Civray perd sa sous-préfecture. Civray verra au cours de cette période disparaitre le tribunal, les moulins, les scieries, les grandes foires.
Il existait trois moulins sur le territoire paroissial de Civray. Ils étaient très proches les uns des autres et tous situés sur les berges de la Charente. Le plus ancien est le moulin de Cantes. Il est attesté dès 1363. Il n’existe plus de nos jours. Le moulin de Roche, plus récent, est cité à partir de 1414. Il est reconstruit en 1840 pour devenir une minoterie. Il comprend deux étages avec des combles. Il est construit en pierre enduite avec une toiture en ardoise. La chute d’eau fait 1,4 m. L’énergie hydraulique est complétée, lors des basses eaux, par un moteur électrique. Peu rentable, le moulin, comme tous ceux du Civraisien a cessé de fonctionner en 1975. Le troisième moulin, dit le moulin neuf, date de 1662. Il n’existe plus.
En 1821, la commune de Saint-Clémentin, instituée par la Révolution française, est absorbée par celle de Civray.
Un plan d'évacuation de 210 000 Mosellans, mis au point depuis 1935, prévoyait que Civray accueillerait les réfugiés de Merlebach tandis que L’Isle-Jourdain et Availles-Limouzine recevraient la ville voisine de Freming. C'est ainsi que vont être accueillis à Civray et dans son canton 7 915 personnes. La municipalité, aidée du commissaire de police de Merlebach organisent l'installation des réfugiés. Les enfants sont accueillis à l’école dans des baraquements près du pont de chemin de fer. Pour Noël, les Mosellans se chargent de décorer le sapin avec des boules, des guirlandes et des bougies, ce qui est une nouveauté pour les Civraisiens.
Un bataillon d’infanterie coloniale affronte à Civray la Wehrmacht, dans un baroud d’honneur, le 23 juin 1940.
Après la défaite de la France, le maire de Merlebach annonce aux Mosellans qu’ils peuvent rentrer chez eux. Mais à Saint-Dizier (frontière entre la zone libre et la zone occupée), les soldats allemands les enrôlent de force. Certains parviennent à s'évader et reviennent à Civray. Les réfugiés de confession juive, interdits en Moselle, restent à Civray, mais n'ont plus droit à l’allocation de réfugiés octroyée par l’État.
En juillet 1942, une jeune fille prévient les familles juives qu’une rafle va être organisée et permet, ainsi, à plusieurs familles de s’échapper en quittant Civray à pied en direction de la zone libre. Ceux qui n'ont pas fui seront arrêtés par les gendarmes. Le 2 juin 2007, Civray a inauguré la rue de Merlebach, en hommage à ces réfugiés
Les 26 et 28 août 1944, la Wehrmacht, en retraite, se heurte à des maquisards qui engagent le combat. Il va durer deux jours. Il y a 22 morts tant parmi les maquisards que les civils. En souvenir de ces jours, un monument aux morts est érigé par la commune de Civray sur les lieux mêmes du combat, à Combosseize, en août 1946.
En 1962, une nouvelle perception est implantée boulevard Carnot. L’année 1970 est, quant à elle, marquée par la destruction des halles. La modernisation s’avère tragique pour les commerces du centre-bourg qui disparaissent au profit des grandes surfaces installées aux entrées des grandes villes. À la fin du XXe siècle, Civray avec ses administrations et avec ses cinq banques reste toujours une ville administrative. En 1990, un nouveau pont est jeté sur la Charente et une rocade est construite. Mais la ville reste toujours à l’écart des grandes voies de communication : la gare de voyageurs de Saint-Saviol n’est pas desservie par le TGV.

## Politique et administration

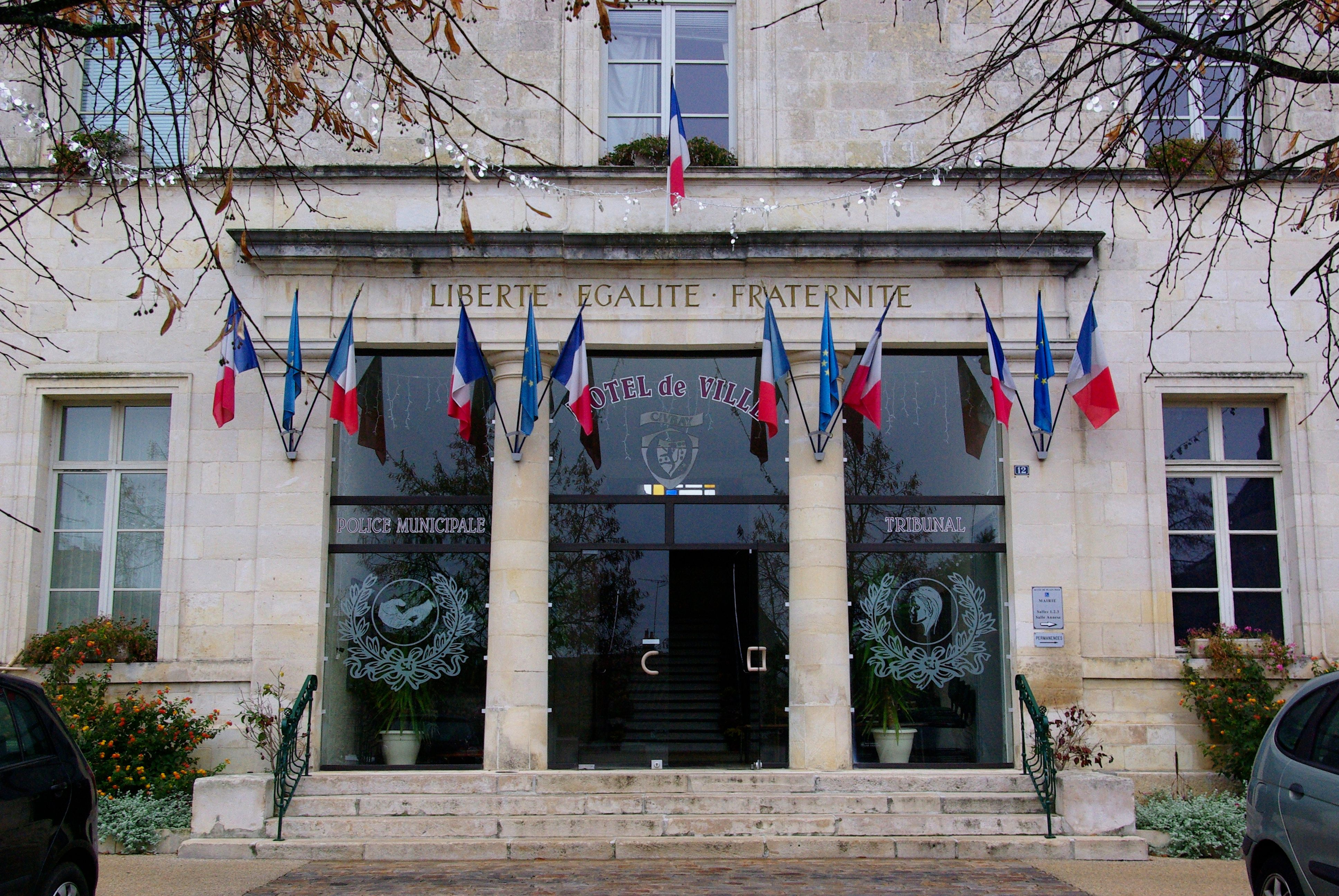
La mairie en 2011.

### Rattachements administratifs et électoraux

#### Rattachements administratifs
La commune, qui a été le chef-lieu de l'Arrondissement de Civray de 1801 à 1926, se trouve depuis cette date dans l'arrondissement de Montmorillon du département de la Vienne.
Elle était depuis 1793 le chef-lieu du canton de Civray. Dans le cadre du redécoupage cantonal de 2014 en France, cette circonscription administrative territoriale a disparu, et le canton n'est plus qu'une circonscription électorale.

#### Rattachements électoraux
Pour les élections départementales, la commune est  depuis 2014 le bureau centralisateur d'un nouveau canton de Civray porté de 12 à 30 communes.
Pour l'élection des députés, elle fait partie de la troisième circonscription de la Vienne.

### Intercommunalité
Civray était le siège de la communauté de communes du Civraisien, un établissement public de coopération intercommunale (EPCI) à fiscalité propre créé fin 1992  et auquel la commune avait transféré un certain nombre de ses compétences, dans les conditions déterminées par le code général des collectivités territoriales.
Conformément aux prescriptions de la loi de réforme des collectivités territoriales du 16 décembre 2010, qui a prévu le renforcement et la simplification des intercommunalités et la constitution de structures intercommunales de grande taille, cette intercommunalité a fusionné avec sa voisine pour former, le 1er janvier 2014, la communauté de communes des Pays Civraisien et Charlois, dont est désormais membre la commune.

### Tendances politiques et résultats
Lors du premier tour des élections municipales de 2014 dans la Vienne, la liste SE menée par Gilbert Jaladeau obtient la majorité absolue des suffrages exprimés, avec 662 voix (53,25 %, 18 conseillers municipaux élus dont 5 communautaires), devançant de 81 voix celle PS menée par Jean-Paul Gentils — ancien premier maire-adjoint de Jean-Bernard Brunet, qui ne se représentait pas — avec 581 voix (46,74 %, 5 conseillers municipaux élus dont 1 communautaire).
Lors de ce scrutin, 29,48 % des électeurs se sont abstenus,. 
Lors du premier tour des élections municipales de 2020 dans la Vienne, la liste SE menée par Pascal Lecamp obtient la majorité absolue des suffrages exprimés, avec 564 voix (61,97 %, 19 conseillers municipaux élus dont 3 communautaires), devançant très largement celle, également SE, menée par le maire sortant Gilbert Jaladeau,, qui a recueilli 346 voix (38,02 %, 4 conseillers municipaux élus dont 1 communautaire).
Lors de ce scrutin marqué par la pandémie de Covid-19 en France, 48,00 % des électeurs se sont abstenus.

### Jumelages

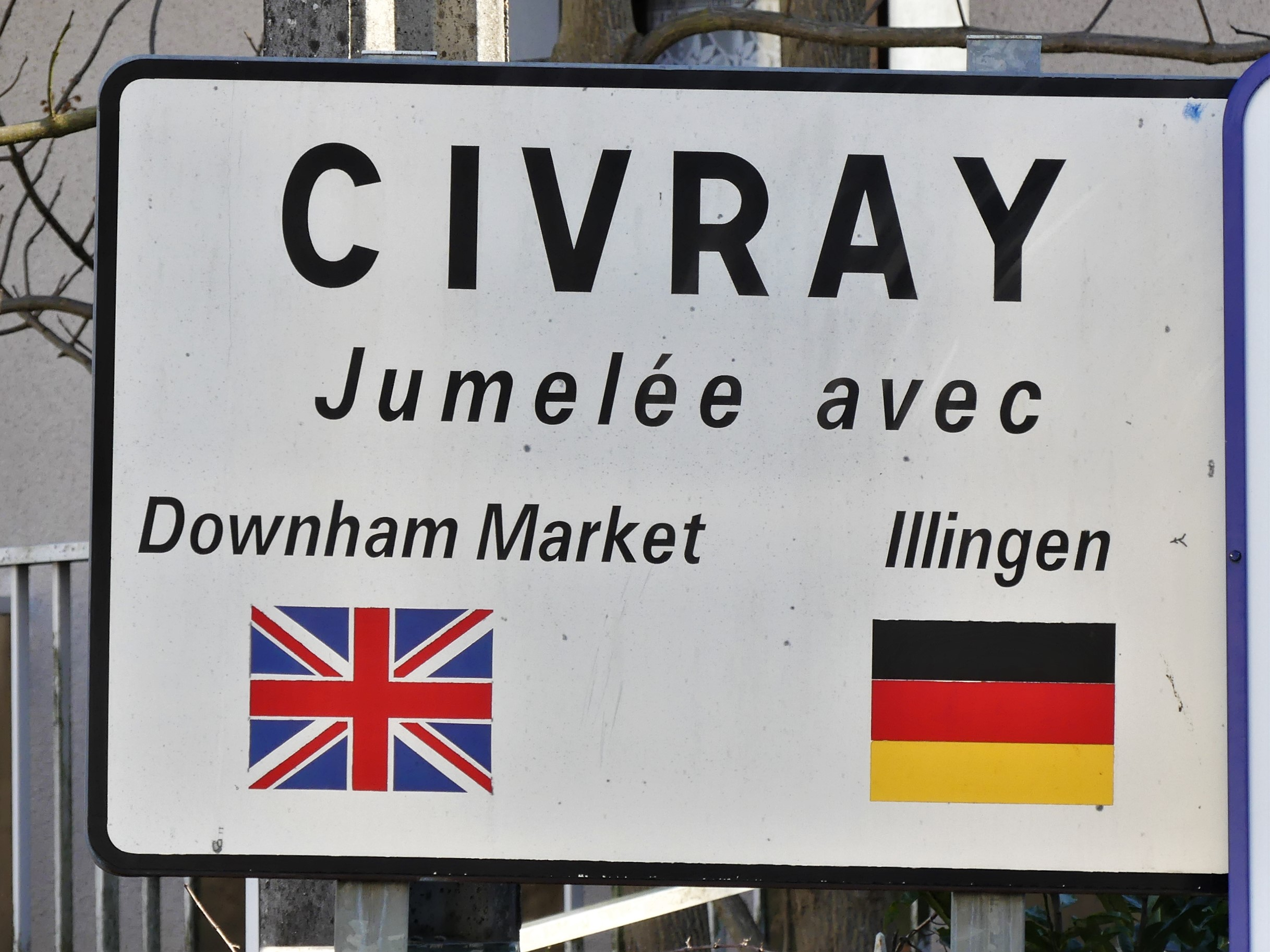
Panneau des jumelages de Civray.

Civray est jumelée avec Illingen (Allemagne) et Downham Market (Angleterre).
- Illingen  (Allemagne)
- Downham Market (Royaume-Uni)

### Distinctions et labels
Civray a le label Station Verte.
Dans son palmarès 2024, le Conseil national de villes et villages fleuris de France a attribué une fleur à la commune.

## Équipements et services publics

### Enseignement
La commune de Civray dépend de l'académie de Poitiers (rectorat de Poitiers) et les écoles primaires de la commune dépendent de l'inspection académique de la Vienne.
Sur la commune de Civray, six établissements scolaires sont ouverts : deux écoles primaires, deux collèges et deux lycées :
- école primaire privée Jeanne-d'Arc ;
- école primaire publique Simone-Veil ;
- collège Camille-Claudel public ;
- collège privé Jeanne-d'Arc ;
- lycée André-Theuriet public ;
- lycée professionnel les Terres-Rouges.

### Équipements culturels
Outre le Musée de la préhistoire, la commune dispose d'une bibliothèque municipale : plus de 12 000 documents sont mis à la disposition des habitants. Ils sont répartis entre un fonds pour adulte et un fonds pour la jeunesse.

### Postes et télécommunications
Les réformes successives de La Poste ont conduit à la fermeture de nombreux bureaux de poste ou à leur transformation en simple relais. Toutefois, la commune a pu maintenir le sien.

### Santé
- L'EHPAD (Établissement hébergeant des personnes âgées dépendantes) Les Capucines est un établissement public médico-social autonome à proximité du centre ville de Civray. Il accueille des personnes d'au moins 60 ans (sauf dérogation) des deux sexes, plus ou moins dépendantes, isolées ou en couple. Il dispose de 116 chambres individuelles et de 2 chambres doubles réparties en 4 secteurs et sur 3 niveaux. Cet établissement emploie plus de 75 agents. Il offre une prestation qui comprend aussi bien les soins, la surveillance médicale, les activités et loisirs, l'entretien du linge, les repas, l'aide aux démarches administratives et l'accompagnement des résidents de façon générale.
- EHPAD Santa Monica est une maison de retraite médicalisée qui est implantée dans un parc boisé de 13 hectares. Elle propose un hébergement temporaire ou définitif pour les personnes âgées dépendantes. L'établissement a une capacité d'accueil de 60 lits dont une unité de prise en charge de la maladie d'Alzheimer de 10 lits.

### Instances judiciaires et administratives
Dans le domaine judiciaire, Civray relève : 
- du tribunal judiciaire, du tribunal pour enfants, du conseil de prud'hommes, de la cour d'appel, du tribunal administratif et du tribunal de commerce de Poitiers ;
- du pôle Nationalité du tribunal judiciaire de Poitiers (compétent uniquement dans le domaine de la nationalité) ;
- et de la cour administrative d'appel de Bordeaux.

## Population et société

### Démographie
L'évolution du nombre d'habitants est connue à travers les recensements de la population effectués dans la commune depuis 1793. Pour les communes de moins de 10 000 habitants, une enquête de recensement portant sur toute la population est réalisée tous les cinq ans, les populations de référence des années intermédiaires étant quant à elles estimées par interpolation ou extrapolation. Pour la commune, le premier recensement exhaustif entrant dans le cadre du nouveau dispositif a été réalisé en 2005.

En 2022, la commune comptait 2 543 habitants, en évolution de −4,29 % par rapport à 2016 (Vienne : +0,6 %, France hors Mayotte : +2,11 %).
| 1793  | 1800  | 1806  | 1821  | 1831  | 1836  | 1841  | 1846  | 1851  |
| ----- | ----- | ----- | ----- | ----- | ----- | ----- | ----- | ----- |
| 1 459 | 1 343 | 1 487 | 1 561 | 2 203 | 2 100 | 2 109 | 2 247 | 2 260 |

| 1856  | 1861  | 1866  | 1872  | 1876  | 1881  | 1886  | 1891  | 1896  |
| ----- | ----- | ----- | ----- | ----- | ----- | ----- | ----- | ----- |
| 2 227 | 2 304 | 2 284 | 2 288 | 2 279 | 2 549 | 2 549 | 2 553 | 2 558 |

| 1901  | 1906  | 1911  | 1921  | 1926  | 1931  | 1936  | 1946  | 1954  |
| ----- | ----- | ----- | ----- | ----- | ----- | ----- | ----- | ----- |
| 2 492 | 2 393 | 2 515 | 2 362 | 2 284 | 2 343 | 2 522 | 2 712 | 2 900 |

| 1962  | 1968  | 1975  | 1982  | 1990  | 1999  | 2005  | 2006  | 2010  |
| ----- | ----- | ----- | ----- | ----- | ----- | ----- | ----- | ----- |
| 2 867 | 3 034 | 3 108 | 2 978 | 2 814 | 2 638 | 2 748 | 2 803 | 2 866 |

| 2015  | 2020  | 2022  | - | - | - | - | - | - |
| ----- | ----- | ----- | - | - | - | - | - | - |
| 2 664 | 2 574 | 2 543 | - | - | - | - | - | - |

En 2008, selon l’Insee, la densité de population de la commune était de 326 hab./km2 contre 61 hab./km2 pour le département, 68 hab./km2 pour la région Poitou-Charentes et 115 hab./km2 pour la France.
DE 1999 à 2005, Civray a connu une nette hausse de 15,5 % de sa population.
Les dernières statistiques démographiques pour la commune de Civray ont été fixées en 2009 et publiées en 2012. Il ressort que la mairie de Civray administre une population totale de 3 013 personnes. À cela, il faut soustraire les résidences secondaires (163 personnes) pour constater que la population permanente sur le territoire de la commune est de 2 850 habitants.
La répartition de la population par sexe était la suivante:
- en 1999: 45,8 % d'hommes et 54,2 % de femmes.
- en 2005: 45,7 % d'hommes et 54,3 % de femmes.
- en 2010: 44,8 % d'hommes pour 55,2 % de femmes.

Répartition de la population en 2012 par tranche d'âge :
- moins de 20 ans : 17.98 %
- de 20 à 60 ans : 38,11 %
- de 60 ans ou plus: 43.91 % dont de 75 ans ou plus : 23.79 %

Le nombre de célibataires était de :
- en 2005 : 25,8 %,
- en 2012 : 27,9 %.

Les couples mariés représentaient
- en 2005 : 50,3 % de la population,
- en 2012 : 48,09 %.

Les divorcés
- en 2005 : 7 %,
- en 2012 : 6,55 %.

Le nombre de veuves et veufs était de
- en 2005 : 16,9 %,
- en 2012 : 17,47 %.

L'évolution des naissances et décès de 2002 à 2011 est la suivante (INSEE) :
- en 2011 : 19 naissances et 74 décès.
- en 2010 : 27 naissances et 79 décès.
- en 2009 : 19 naissances et 66 décès.
- en 2008 : 21 naissances et 53 décès.
- en 2007 : 24 naissances et 57 décès.
- en 2006 : 27 naissances et 56 décès.
- en 2005 : 26 naissances et 66 décès.
- en 2004 : 24 naissances et 58 décès.
- en 2003 : 19 naissances et 53 décès.
- en 2002 : 27 naissances et 49 décès.

### Manifestations culturelles et festivités
Chaque année depuis 2004, fin juillet, se tient le Festival Au fil du son à l'Espace François Mitterrand. Avec près de 40 000 personnes réunies en 2023, il est l'un des plus grands festivals de l'ancienne région Poitou-Charentes.  

### Sports et loisirs
Les associations sportives:
- U.S. Civray Basket-Ball,
- Cycle Amical Civraisien,
- U.S. Civray Hand-Ball,
- U.S. Civray Natation,
- ACG Foot Sud 86,
- Entente Pétanque,
- Gymnastique Civraisienne,
- U.S. Civray Volley-Ball,
- Cyclotouristes Civraisiens,
- Tennis Club du Pays Civraisien,
- Judo Club de Civray,
- Club Pugilistique Civraisien,
- Club de Tennis de Table,
- Les Ailes Civraisiennes,
- Association Communale de Chasse,
- Nocquet Ryu (Aïkido),
- Sport Ambiance et Bonne Humeur,
- Badminton Loisir,
- Les Goupils du Civraisien,
- Jeunes Sapeurs Pompiers.

### Médias
- Le Journal de Civray et du Sud-Vienne : hebdomadaire d'informations locales fondé en 1838[réf. nécessaire].

## Économie

### Agriculture
Selon la direction régionale de l'Alimentation, de l'Agriculture et de la Forêt de Poitou-Charentes, il n'y a plus que 3 exploitations agricoles en 2010 contre 4 en 2000. Ce sont des exploitations individuelles. Les surfaces agricoles utilisées ont considérablement augmenté et sont passées de 3 hectares en 2000 à 175 hectares en 2010.
La transformation de la production agricole est de qualité et permet aux exploitants d’avoir droit, sous conditions, aux appellations et labels suivants :
- Chabichou du Poitou (AOC)
- Beurre Charente-Poitou (AOC)
- Beurre des Charente (AOC)
- Beurre des Deux-Sèvres (AOC)
- Veau du Limousin (IGP)
- Agneau du Poitou-Charentes (IGP)
- Porc du Limousin (IGP)
- Jambon de Bayonne (IGP)

### Commerces et services
Une antenne de la Chambre de commerce et d'industrie de la Vienne est présente sur le territoire de la commune.
En 2012, il y avait 11 commerces à savoir :
- 3 boucheries,
- 3 boulangeries,
- 2 magasins de vêtements,
- 2 supermarchés,
- 3 stations-service,
- 2 fleuristes,
- 1 magasin d'optique,
- 1 librairie,
- 1 supérette,
- 1 épicerie,
- 1 bijouterie.

Un marché important a lieu deux fois par semaine sur la place Leclerc : le mardi matin (75 exposants) et le vendredi matin (25 exposants).

### Emploi et activités
Le taux d'activité était de 66,7 % en 2005 et 67,2 % en 1999.
Le taux de chômage était de :
- en 1999 : 12,10 %.
- en 2005 : 11,30 %.
- en 2009 : 13,70 %.

Les catégories socioprofessionnelles à Civray en 2009 :
- Agriculteurs : 1,80 %,
- Artisans : 8,57 %,
- Cadres : 8,11 %,
- Professions intermédiaires : 19,39 %,
- Employés : 34,22 %,
- Ouvriers : 27,91 %.

Répartition des emplois par secteur d'activité (Insee - 2012) :
- Agriculture : 0,25 %,
- Construction : 3,18 %,
- Industrie : 11,76 %,
- Tertiaire marchand : 42,48 %,
- Tertiaire non marchand : 42,32 %.

## Culture locale et patrimoine

### Lieux et monuments
- Saint-Nicolas de Civray est une église du XIIe siècle. Elle a été classée Monument historique en 1840[62].

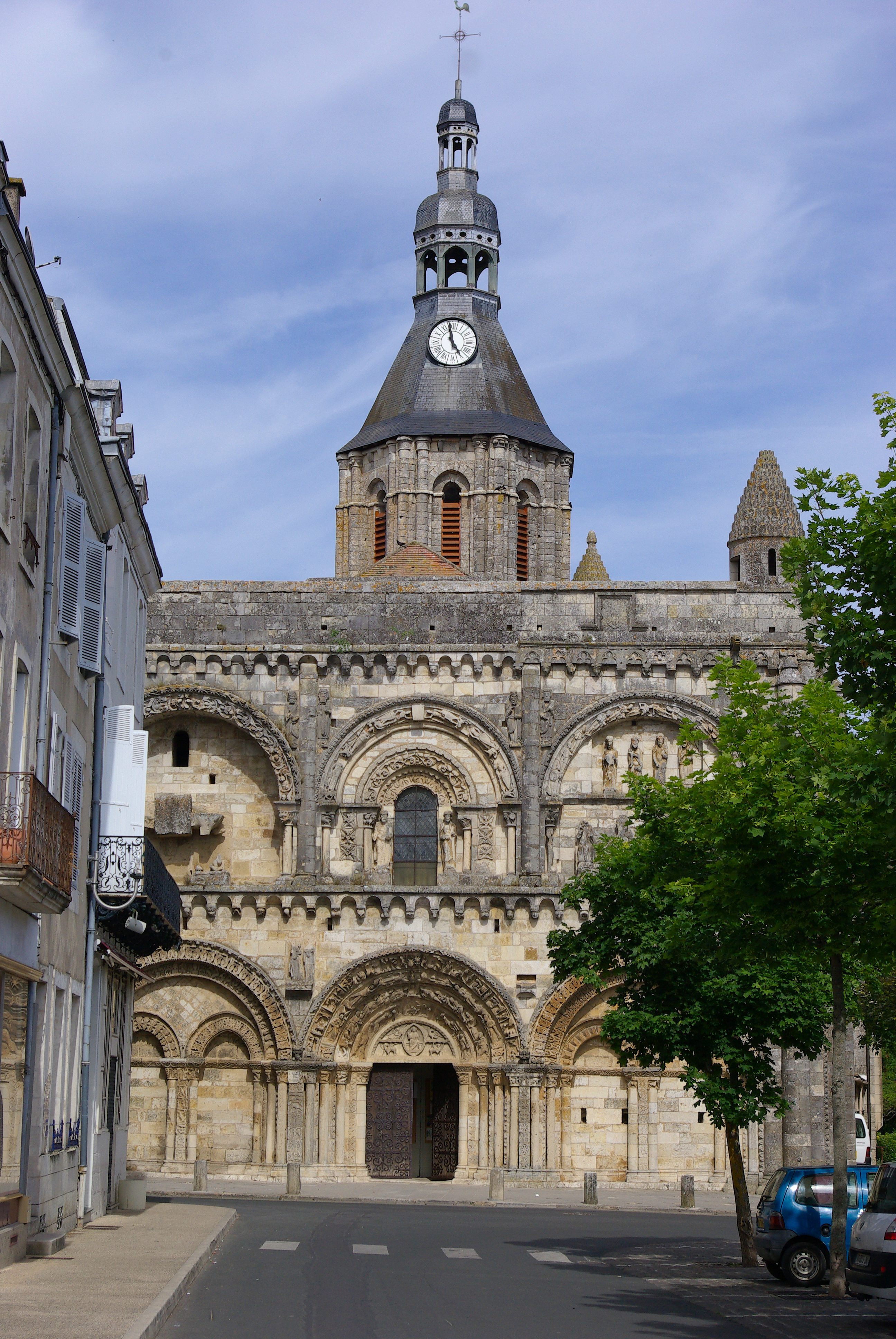
Saint-Nicolas de Civray.

- Chapelle de la commanderie des Templiers, située rue de la Commanderie, à 300 m de la sortie sud du grand pont. 
La chapelle a un chevet plat percé de trois hautes baies en plein cintre. Elles sont largement évasées à l’intérieur. Le portail est de style roman caractérisé par des arcs légèrement brisés. Il s’ouvre dans le mur nord de la chapelle. Les murs latéraux Nord et Sud sont sans ouvertures. La seule ouverture se situe sur la façade occidentale de l’édifice, avec, sans doute, une porte qui est de nos jours condamnée par la construction d’une maison. Le portail est caché par la construction de bâtiments agricoles de servitude.
- Vestige du château qui date des Xe et XIe siècles. Son existence est attestée dès 1010-1020 sous le nom de Castrum Sivriacum.
- Maison noble de l’Hermitage. Son nom provient de la présence de grottes qui étaient autrefois habitées ainsi que de son relatif éloignement du centre de Civray. La maison a appartenu à la même famille de 1629 à 1985. Cette famille était protestante comme le prouve l’inscription « Crux Ave 1649 » située sur la clé de voûte du portail. Autre preuve: la présence de pins parasols.
- Tour située au 4, place Leclerc, à côté de l’église Saint-Nicolas. C’est un ancien pigeonnier. Il date des XVe et XVIe siècles. Cette tour se caractérise par l’étroitesse de sa base par rapport à son sommet. Elle est, aussi, crénelée en son milieu. Ce détail pourrait indiquer que le pigeonnier a été une tour appartenant aux anciennes fortifications de la ville, qui aurait été transformée ultérieurement en pigeonnier. La tour est dotée d’un toit en poivrière en ardoise.

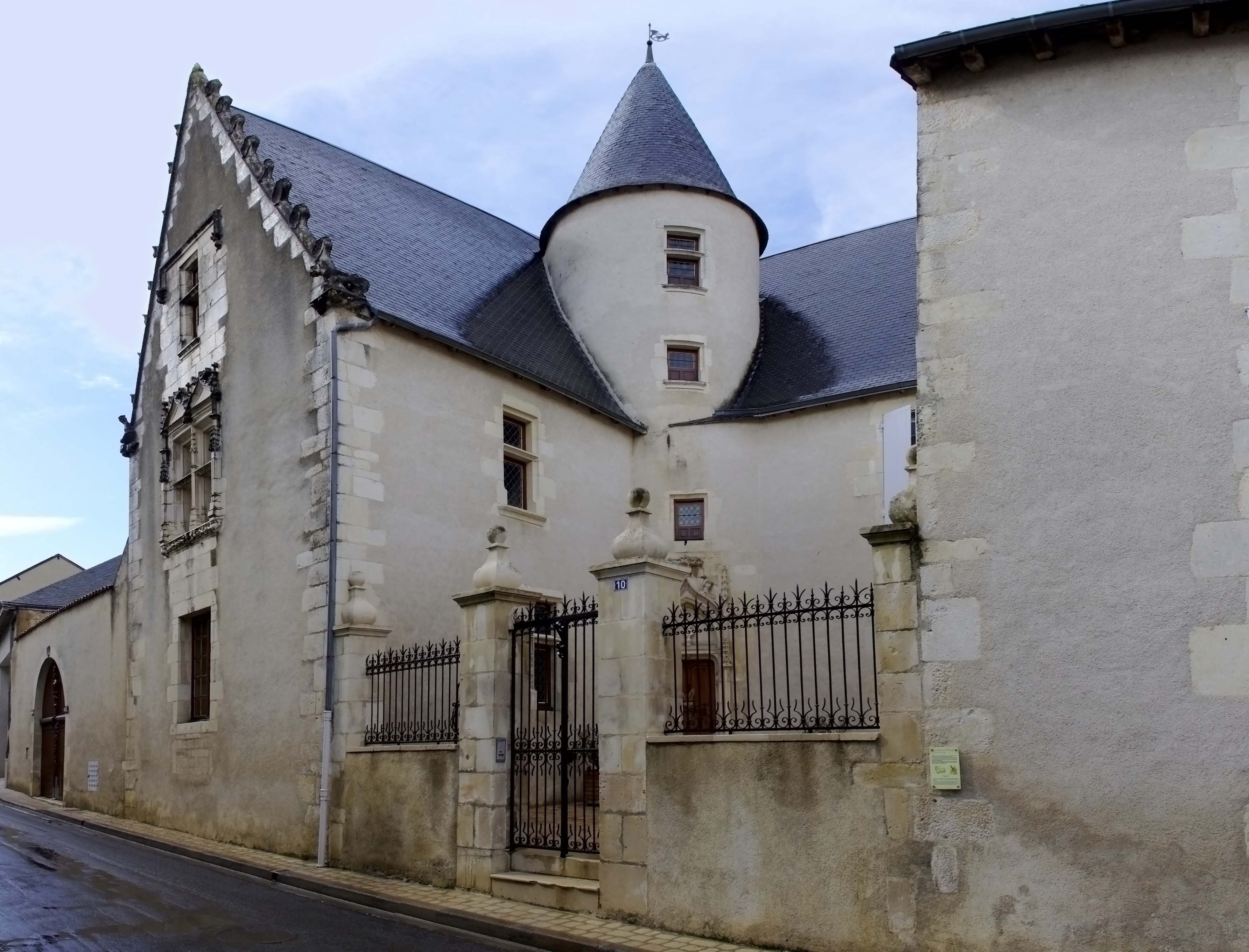
L'hôtel Louis XIII.

- Hôtel de la Prévôté situé au no 10 de la rue Louis-XIII. Cet édifice s’appelle, aussi, « Hôtel Louis XIII » en souvenir du passage du roi à Civray. En effet, Louis XIII coucha dans cette maison les 2, 3 et 4 janvier 1616. Il était, alors, âgé de 16 ans. Il était accompagné de sa femme, Anne d'Autriche, qu’il venait d’épouser à Bordeaux et de sa mère, Marie de Médicis. Hostile au mariage, l’armée protestante de Condé suivait celle du jeune roi. La maison date de la fin du XVe siècle. Il est fort probable qu’elle était le lieu de résidence des gouverneurs de Civray puis des sénéchaux. La maison possède une tour qui contient un escalier à colonne centrale et à base prismatique. La charpente est en carène de vaisseau. Sa façade est ciselée. Sa porte d’angle possède des pinacles de style gothique flamboyant et son fronton en ogive se termine en fleuron. Les fenêtres gothiques à meneaux furent détruites au XVIIIe siècle. Il reste de nos jours une fenêtre de style gothique et Renaissance italienne. L'édifice est inscrit comme monument historique depuis 1927.

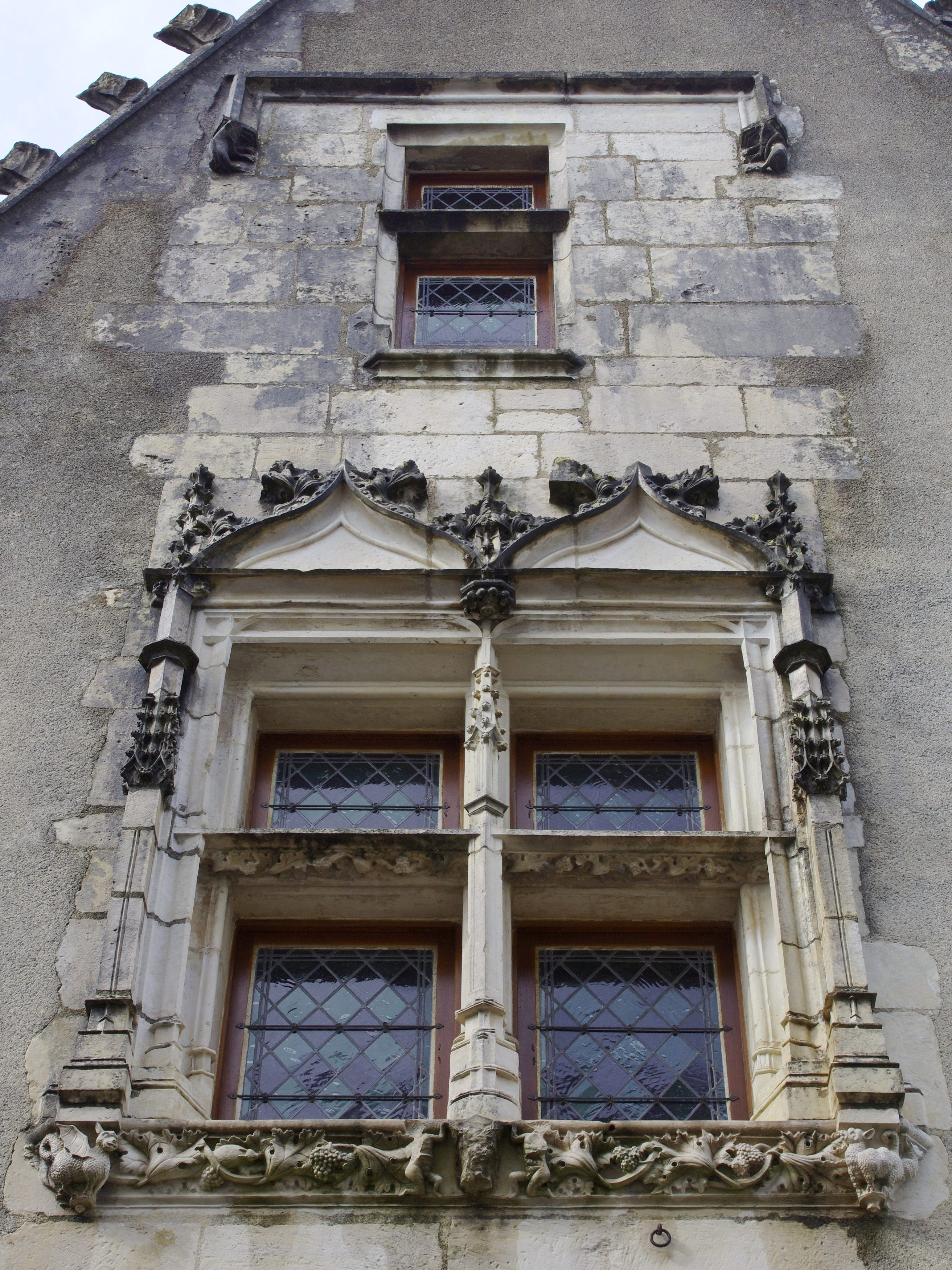
L'hôtel Louis-XIII : fenêtre Renaissance.

- Hôtel des Trois Piliers. Il est situé au nos 1, 3, 4, 5 et 7 rue Louis-XIII. Il date du début du XVIe siècle. C’était l’hôtellerie la plus importante et la plus réputée de Civray. Elle était immense et comportait notamment une boulangerie, une rôtisserie, de vastes écuries (qui ont été transformées en cinéma après la Première Guerre mondiale), des dépendances. Dénommée dans un premier temps, Hôtel des Trois Piliers, l’hôtellerie prit ensuite le nom de Hôtel de France puis Hôtel du Chêne Vert. Il disparut vers 1910. De nos jours, le bâtiment est occupé par une banque. Il reste de l’ancien temps : quelques fenêtres, la tour et son escalier intérieur à vis, une porte ogivale. Son concurrent direct, situé de l’autre côté de la rue, l’Hôtel du Dauphin, a été détruit en 1890.
- Pigeonnier de la Fénicardière : le hameau se trouve sur le territoire communal de Savigné, mais le pigeonnier est sur celui de Civray. Il date du XVIe siècle.
- Belles portes « à l’italienne » aux nos 4 et 8 de la rue Louis-XIII. Elles datent du XVIIe siècle. Celle du no 8 sera très à la mode durant tout ce siècle. Elle imite le fronton du péristyle d’un temple grec : pied-droit tenant lieu de colonnes, chapiteaux simulés, architrave, fronton triangulaire orné de gouttes et formant auvent, triglyphes et métopes.

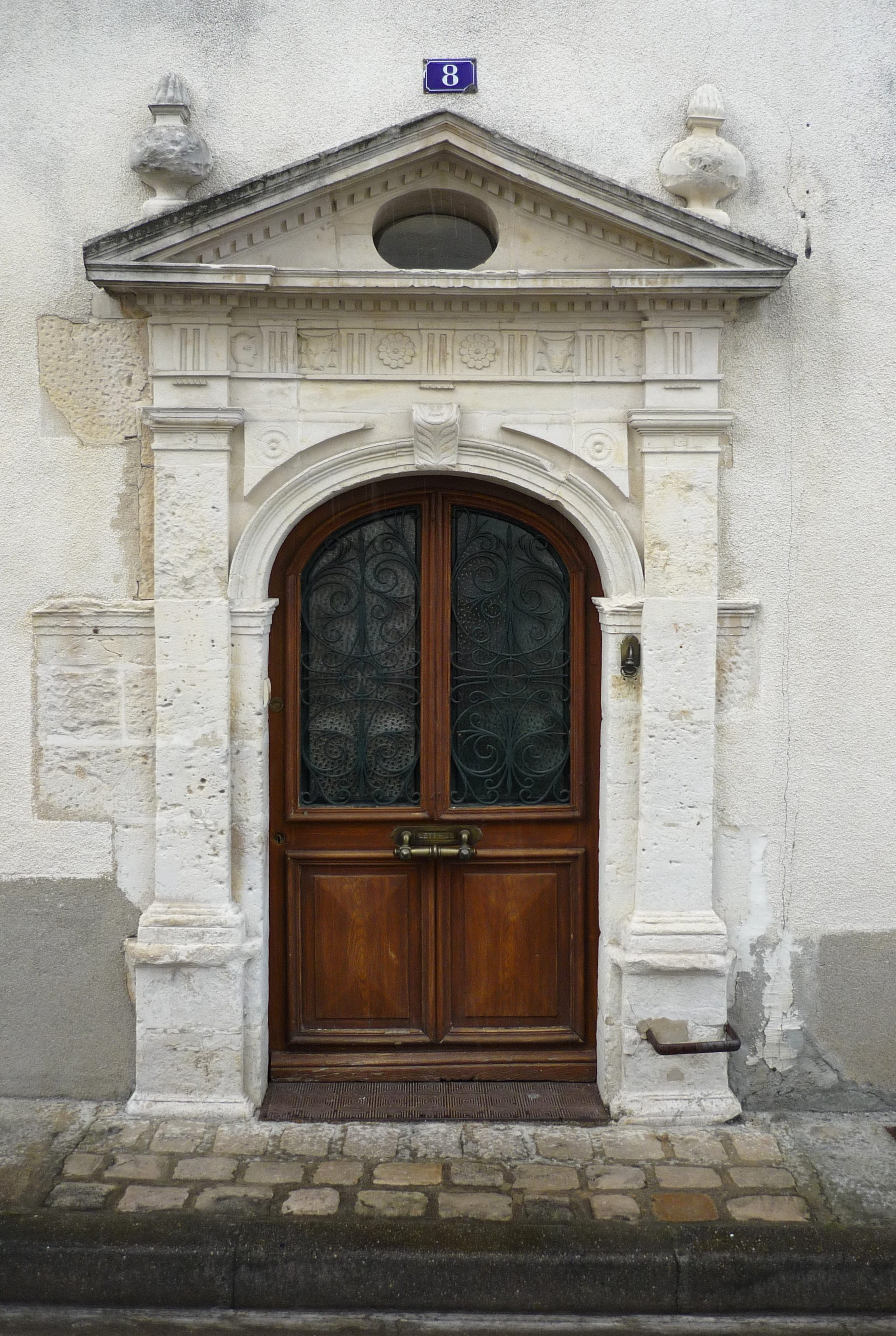
Porte à l'italienne, 8 rue Louis-XIII.
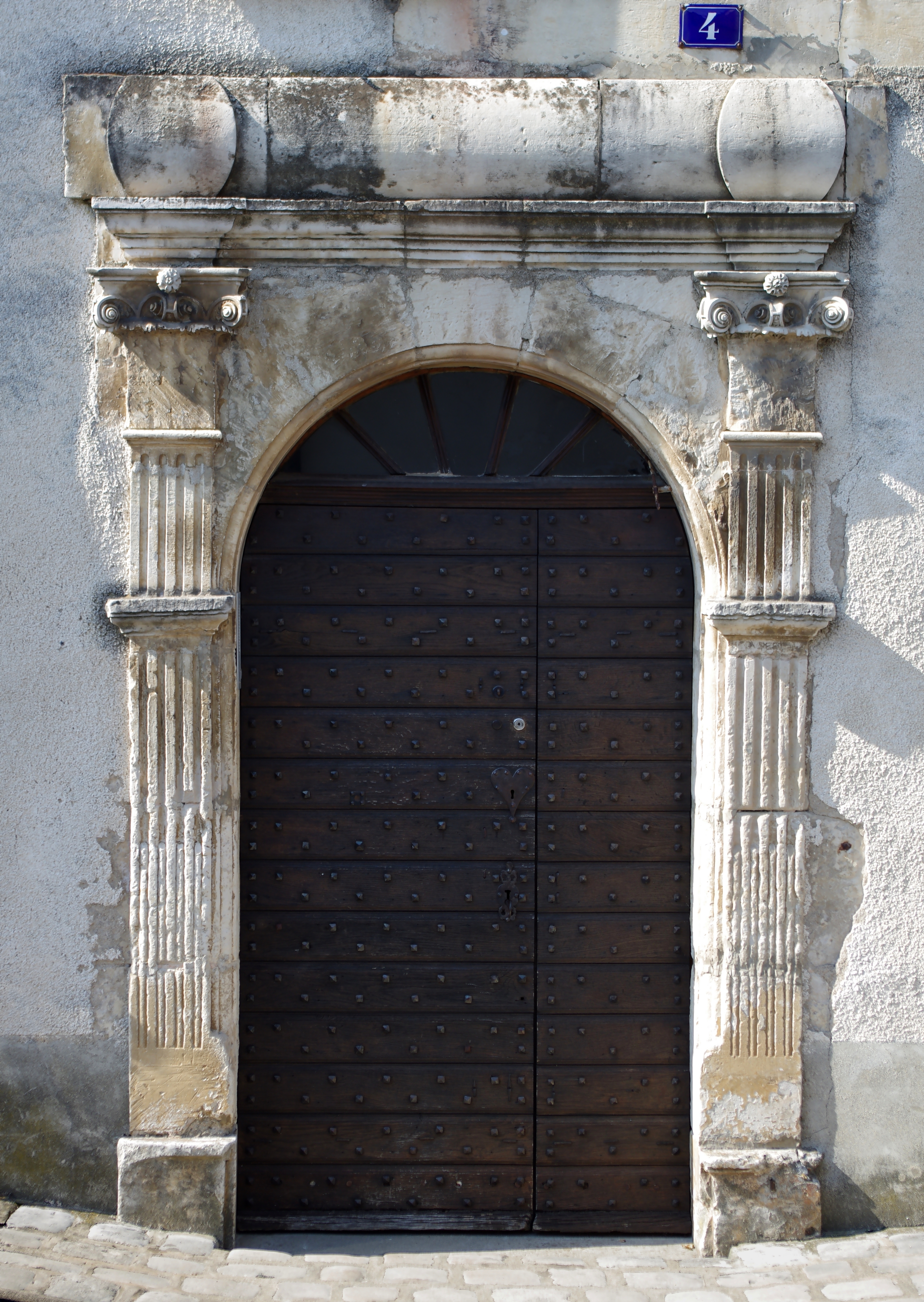
Porte à l'italienne, 4 rue Louis-XIII.

### Le Musée de la préhistoire
Un musée de la préhistoire abrite des collections magdaléniennes provenant en partie des grottes du Chaffaud situées sur le territoire de la commune de Savigné. En 1853, la première gravure préhistorique sur os connue fut découverte dans cette grotte. Elle est actuellement au Musée d'archéologie nationale de Saint-Germain-en-Laye.

### Gastronomie
Civray est une petite cité commerçante où se déguste la spécialité locale : le chabichou qui est un fromage de chèvre.
Les fromages frais, produits dans la région et réalisés à base de lait de chèvres rentrent dans la préparation d'une spécialité: la galette fromagère ou fromagé, qu’on peut acheter en pâtisserie à Civray. Elle est composée de fromage de chèvre frais, ou de fromage de vache, d'œufs, de sucre et d'un peu de farine sur pâte brisée. Dans le parler poitevin du Civraisien on la nomme « froumajhé », « galette au froumajhe », « galette froumajhère ».
Une autre spécialité qu’on trouve à acheter en pâtisserie est la « grimole » ou « cigalé ». C’est une sorte de clafoutis aux pommes.

### Personnalités liées à la commune
Y sont nés
- le général d’Empire Rivaud de la Raffinière (1766-1839), dont le nom figure sur l'Arc de Triomphe de l'Étoile à Paris.
- André Chandernagor (1921-), ancien ministre.
- Gilbert Pestureau (1933-2000), universitaire, spécialiste de l'œuvre de Boris Vian et Raymond Queneau.
- Thierry Lancino (1954-), compositeur.
- Éric Nowak (1964-), écrivain d'expression poitevine-saintongeaise.

Y ont vécu et/ou fait leurs études
- André Theuriet (1833-1907), poète, romancier, qui fit de Civray le théâtre de plusieurs de ses œuvres, notamment Le Fils Maugars.
- L'entomologiste (histéridologue) Henry Desbordes (1856-1940)[64] qui vécut et mourut à Civray[65].
- Gino Severini (1883-1966), peintre italien futuriste qui séjourna à Civray à quatre reprises et y réalisa une soixantaine d’œuvres[réf. nécessaire].
- le photographe Fernand Michaud (1929-2012).
- l'écrivain François Bon (1953-).

## Héraldique
| Blason de Civray | Blason  | D'azur semé de roses d'or, au lion du même brochant. |
| Blason de Civray | Détails | Le statut officiel du blason reste à déterminer.     |